# Эль-Джем
Эль-Джем (араб. الجم‎) — город в Тунисе, в вилайете Махдия. Находится на месте античного города Тисдр (Thysdrus), знаменит в первую очередь своим амфитеатром вместительностью 30 тысяч человек, четвёртым по величине в Римской империи (после Колизея и амфитеатров Капуи и Вероны); амфитеатр в 1979 году был включён в список Всемирного наследия ЮНЕСКО. 
Тисдр не был достроен до конца в связи с начавшимся в 238 году восстанием Гордиана.

## История
Как и почти все другие римские поселения в Тунисе, город построен (в 46 году до н.э) на месте бывшего финикийского поселения. Климат в античности был менее сухим, чем сейчас, и пик процветания Тиздра пришёлся на II век.
Основой экономики города было производство оливкового масла, которое в Риме использовалось не только в пищу, но и для производства мыла и для освещения.
В городе была и по настоящее время находится резиденция католического епископа.
В начале III века Тиздр был одним из важнейших городов римской Северной Африки, вторым по значению после Карфагена и примерно равным Гадрумету. Город предположительно насчитывал от 20 до 30 тысяч жителей. Тиздр был разрушен в 238 году, после того, как там было поднято восстание, объявившее Гордиана I императором вместо Максимина. Восстание потерпело поражение, Гордиан покончил с собой, а город после разрушения так и не смог восстановиться и никогда более не имел такого значения.
В 699 году Тиздр стал центром берберского восстания Аль-Кахины против арабского завоевания. После поражения восстания город был оставлен жителями. Поселение под названием Эль-Джем возникло на этом месте уже в колониальную эпоху.
На фоне античных руин проходили съемки фильмов «Житие Брайана по Монти Пайтону» и «Гладиатор».

## Достопримечательности
- Амфитеатр в Эль-Джеме: был построен проконсулом Гордианом, будущим императором. незадолго до 238 года; вероятно, использовался в основном для гладиаторских боёв и гонок на колесницах. До VII века оставался нетронутым, затем его камни были использованы для строительства города Эль-Джем, а также транспортированы в Кайруан для строительства Соборной мечети. С 1979 года амфитеатр включён в список Всемирного наследия ЮНЕСКО.
- Археологический музей, в котором выставлены римские мозаики.

## Транспорт
Эль-Джем находится на железнодорожной линии Сус—Сфакс. Имеется ежедневное сообщение с Тунисом, Сфаксом и Таузером. Имеется регулярное автобусное сообщение с Махдией, Сусом и Сфаксом.

## Города-побратимы
- Роман-сюр-Изер (Франция, с 1987, кооперация)